# Universitat de Navarra

La Universitat de Navarra és una universitat privada que pertany a l'Opus Dei i que va ser fundada a Pamplona (Navarra, Espanya) el 1952 per Josepmaria Escrivà de Balaguer.
A la Universitat de Navarra es poden cursar al voltant d'unes 27 titulacions oficials i més de 300 programes de postgrau en 10 facultats, dues escoles superiors, l'IESE (Institut d'Estudis Superiors de l'Empresa), dues escoles universitàries, el ISSA (School of Management Assistants), i altres centres i institucions. La Biblioteca de la Universitat, amb més d'1,1 milions de volums, té una de les majors col·leccions d'Europa.
Inclou la Clínica Universitat de Navarra que, amb a prop de 1.700 de professionals qualificats, atén més de 100.000 pacients l'any. El 2004 va ser inaugurar el Centre d'Investigació Mèdica Aplicada (CIM) en el qual 300 investigadors desenvolupen els seus estudis biomèdics.
La Universitat de Navarra és una de les cinc úniques universitats privades a Espanya autoritzades per impartir els graus oficials de Medicina, juntament amb la Universitat Europea de Madrid, la Universitat CEU San Pablo, la Universitat Internacional de Catalunya i la Universitat Catòlica de València San Vicente Mártir. Entre els fundadors de la Facultat de Medicina hi treballà Juan Voltas i Baró.
Aquesta universitat és una obra d'apostolat corporatiu de l'Opus Dei. Les obres d'apostolat corporatiu són aquelles que, promogudes per fidels de l'Opus Dei juntament amb altres persones, tenen la garantia moral de la Prelatura. En aquestes, l'Opus Dei s'encarrega del que fa referència a l'orientació cristiana.

## Història
La institució va començar com a Estudi General de Navarra el 17 d'octubre de 1952 amb la inauguració de l'Escola de Dret, la qual comptava amb 48 alumnes i vuit professors sota l'impuls de sant Josepmaria Escrivà i la direcció del professor Ismael Sánchez-Bella. El mateix Escrivà descrivia els ideals que volia que s'hi transmetessin:
"Volem que aquí es formin homes doctes, amb sentit cristià de la vida; volem que en aquest ambient, propici per a la reflexió serena, es conreï la ciència arrelada en els més sòlids principis i que la seva llum es projecti per tots els camins del saber".
El 8 d'octubre de 1955 neix la Facultat de Filosofia i Lletres. El 1958 l'IESE (Institut d'Estudis Superiors de l'Empresa) va ser fundat a Barcelona com a escola de postgrau en direcció d'empreses de la Universitat de Navarra. El 1960 la Santa Seu estableix com a Universitat l'Estudi General de Navarra, i Josepmaria Escrivà és nomenat com a Gran Canceller. L'any 1961 la primera fase de la Clínica Universitària s'annexiona a la Universitat de Navarra.
El 1963 neix ISSA, escola especialitzada en la formació d'Assistents de Direcció o Management Assistants. L'any 1964 l'IESE llança el seu programa màster. 1 de novembre de 1969 l'Institut de Teologia es converteix en la Facultat de Teologia i el 8 de novembre de 1971 l'Institut de Periodisme es converteix en la Facultat de Ciències de la Informació.
L'any 1976 s'inaugura l'edifici d'Humanitats que serà seu de les Facultats de Teologia i de Dret Canònic. El 1982 neix a Sant Sebastià el Centre d'Estudis i Investigacions Tècniques de Guipúscoa (CEIT). Durant l'any 1986 es creen l'Institut Científic i Tecnològic, Institut Empresa i Humanisme i el Centre de Tecnologia Informàtica.
Des de la consolidació de l'estatus d'Universitat el 1960, la Universitat de Navarra va començar a crear facultats, escoles, instituts i altres centres acadèmics fins a l'actualitat. L'any 2002 la Universitat de Navarra va realitzar una sèrie d'esdeveniments per celebrar el 50 aniversari de la fundació de la Universitat.
L'any 2004 es va inaugurar el Centre d'Investigació Mèdica Aplicada (CIMA).

## Campus
La major part dels centres, inclosa la Clínica Universitària de Navarra i ISSA per Assistents de Direcció, es troben a Pamplona, però les seus de l'IESE Business School són a Barcelona i Madrid. A Sant Sebastià es troba el Campus Tecnològic de la Universitat de Navarra (Tecnun).
El 22 de gener de 2015 es va inaugurar un museu d'art contemporani per albergar la col·lecció recentment donada a la universitat per la pamplonesa María Josefa Huarte Beaumont. L'arquitecte encarregant d'aquest projecte fou el navarrès Rafael Moneo. La col·lecció, considerada una de les majors d'art contemporània d'Espanya, inclou obres de Pablo Picasso, Vassili Kandinski i Antoni Tapiès entre altres autors.
| Internacional Global Nocional Europa Món THE Ranking 4 113 201-250 QS Ranking 5 109 252 Internacional Especial Nacional Europa Món QS Ocupabilitat 1 19 71 THE Ocupabilitat 2 15 40 THE Ensenyament 1 3 NA Internacional per Matèries Nacional Europa Món FT MBA 1 4 13 FT Executiu (A mida) 1 1 1 FT Executiu (Obert) 1 6 10 FT Executiu (Ambdós) 1 1 1 The Economist MBA 1 2 10 THE Dret 1 16 44 QS Dret 3-4 46-63 101-150 QS Empresa 2 13 29 THE Empresa 3 59-66 151-175 QS Comunicació 1-2 16-36 51-100 QS Filosofia 2 22-44 51-100 QS Ciències Socials 1 30 83 QS Contabilitat i Finances 1-3 15-35 51-100 QS Infermeria 1-2 12-28 51-100 QS Art i Disseny 3-5 39-58 101-150 "50 Carrera El Mundo" - Nacional Pública Privada Nacional Global NA 1 8 ADE NA 3 5 Economia NA 1 5 Medicina NA 1 3 Arquitectura NA 1 5 Audiovisual Com. NA 1 3 Nutrició i Dietètica NA 1 1 Infermeria NA 1 4 Farmàcia NA 1 4 Periodisme NA 1 1 Enginyeria NA 1 5 Publicitat i Relacions Públiques NA 2 3 "CYD Ranking" - Nacional Pública Privada Nacional Global NA 1 3 Ensenyament NA 1 1-2 Investigació NA 1 5-6 Orientació internacional NA 1-2 1-4 ADE NA 1 2 Economia NA 1 5 Dret NA 3 4 *NA: No aplicable. |          |         |          |
| Internacional Global |          |         |          |
| | Nocional | Europa  | Món      |
| THE Ranking | 4        | 113     | 201-250  |
| QS Ranking | 5        | 109     | 252      |
| Internacional Especial |          |         |          |
| | Nacional | Europa  | Món      |
| QS Ocupabilitat | 1        | 19      | 71       |
| THE Ocupabilitat | 2        | 15      | 40       |
| THE Ensenyament | 1        | 3       | NA       |
| Internacional per Matèries |          |         |          |
| | Nacional | Europa  | Món      |
| FT MBA | 1        | 4       | 13       |
| FT Executiu (A mida) | 1        | 1       | 1        |
| FT Executiu (Obert) | 1        | 6       | 10       |
| FT Executiu (Ambdós) | 1        | 1       | 1        |
| The Economist MBA | 1        | 2       | 10       |
| THE Dret | 1        | 16      | 44       |
| QS Dret | 3-4      | 46-63   | 101-150  |
| QS Empresa | 2        | 13      | 29       |
| THE Empresa | 3        | 59-66   | 151-175  |
| QS Comunicació | 1-2      | 16-36   | 51-100   |
| QS Filosofia | 2        | 22-44   | 51-100   |
| QS Ciències Socials | 1        | 30      | 83       |
| QS Contabilitat i Finances | 1-3      | 15-35   | 51-100   |
| QS Infermeria | 1-2      | 12-28   | 51-100   |
| QS Art i Disseny | 3-5      | 39-58   | 101-150  |
| "50 Carrera El Mundo" - Nacional |          |         |          |
| | Pública  | Privada | Nacional |
| Global | NA       | 1       | 8        |
| ADE | NA       | 3       | 5        |
| Economia | NA       | 1       | 5        |
| Medicina | NA       | 1       | 3        |
| Arquitectura | NA       | 1       | 5        |
| Audiovisual Com. | NA       | 1       | 3        |
| Nutrició i Dietètica | NA       | 1       | 1        |
| Infermeria | NA       | 1       | 4        |
| Farmàcia | NA       | 1       | 4        |
| Periodisme | NA       | 1       | 1        |
| Enginyeria | NA       | 1       | 5        |
| Publicitat i Relacions Públiques | NA       | 2       | 3        |
| "CYD Ranking" - Nacional |          |         |          |
| | Pública  | Privada | Nacional |
| Global | NA       | 1       | 3        |
| Ensenyament | NA       | 1       | 1-2      |
| Investigació | NA       | 1       | 5-6      |
| Orientació internacional | NA       | 1-2     | 1-4      |
| ADE | NA       | 1       | 2        |
| Economia | NA       | 1       | 5        |
| Dret | NA       | 3       | 4        |
| *NA: No aplicable. |          |         |          |